# Basketball Club Žalgiris 2009-2010
Questa voce raccoglie le informazioni riguardanti il Basketball Club Žalgiris nelle competizioni ufficiali della stagione 2009-2010.

## Stagione
La stagione 2009-2010 del Basketball Club Žalgiris è la 17ª nel massimo campionato lituano di pallacanestro, la Lietuvos krepšinio lyga.

## Roster
Aggiornato al 24 marzo 2022.
| Žalgiris Kaunas 2009-10 | Žalgiris Kaunas 2009-10 |
| Giocatori               | Staff tecnico           |
| ----------------------- | ----------------------- |

| N. | Naz.                                                  | Ruolo | Nome                  | Anno | Alt.   | Peso   |  |
| -- | ----------------------------------------------------- | ----- | --------------------- | ---- | ------ | ------ |  |
| 4  | Lituania (bandiera)                                   | P     | Šarūnas Vasiliauskas  | 1989 | 188 cm | 70 kg  |  |
| 5  | Stati Uniti (bandiera)                                | G     | Marcus Brown          | 1974 | 191 cm | 90 kg  |  |
| 6  | Slovenia (bandiera)                                   | P     | Aleksandar Ćapin      | 1982 | 186 cm | 78 kg  |  |
| 7  | Lituania (bandiera)                                   | AP    | Martynas Pocius       | 1986 | 197 cm | 90 kg  |  |
| 8  | Lituania (bandiera)                                   | G     | Adas Juškevičius      | 1989 | 194 cm | 88 kg  |  |
| 9  | Lituania (bandiera)                                   | P     | Mantas Kalnietis      | 1986 | 195 cm | 90 kg  |  |
| 10 | Lituania (bandiera)                                   | G     | Žygimantas Janavičius | 1989 | 193 cm | 80 kg  |  |
| 12 | Lituania (bandiera)                                   | AG    | Tadas Klimavičius     | 1982 | 204 cm | 107 kg |  |
| 13 | Croazia (bandiera)                                    | C     | Mario Delaš           | 1990 | 207 cm | 97 kg  |  |
| 14 | Lituania (bandiera)                                   | AG    | Povilas Butkevičius   | 1987 | 203 cm | 104 kg |  |
| 15 | Bosnia ed Erzegovina (bandiera) · Slovenia (bandiera) | C     | Mirza Begić           | 1985 | 216 cm | 120 kg |  |
| 20 | Lituania (bandiera)                                   | GA    | Dainius Šalenga (C)   | 1977 | 197 cm | 93 kg  |  |
| 21 | Lituania (bandiera)                                   | AP    | Artūras Milaknis      | 1986 | 195 cm | 90 kg  |  |
| 22 | Estonia (bandiera)                                    | A     | Siim-Sander Vene      | 1990 | 203 cm | 95 kg  |  |
| 32 | Lituania (bandiera)                                   | C     | Povilas Čukinas       | 1983 | 213 cm | 107 kg |  |
| 35 | Stati Uniti (bandiera)                                | AC    | Travis Watson         | 1981 | 203 cm | 115 kg |  |

| Allenatore |
| - Gintaras Krapikas (fino al 18 dicembre) - Darius Maskoliūnas (dal 18 dicembre fino al 24 dicembre e dal 10 febbraio fino all'11 maggio) - Ramūnas Butautas (dal 24 dicembre fino al 10 febbraio) |
| Assistente/i |
| - Gvidonas Markevičius (fino al 13 maggio) - Darius Maskoliūnas (fino al 18 dicembre e dal 24 dicembre fino al 10 febbraio) Legenda - (C) Capitano - (IN) Inattivo - Infortunato                   |

## Mercato

### Sessione estiva
| Acquisti | Acquisti         | Acquisti           | Acquisti      | Acquisti |
| R.a      | Nome             | da                 | Modalità      |          |
| -------- | ---------------- | ------------------ | ------------- | -------- |
| G        | Marcus Brown     | Maccabi Tel Aviv   | definitivo    |          |
| AP       | Martynas Pocius  | Duke Blue Devils   | definitivo    |          |
| G        | Adas Juškevičius | LSU-Atletas Kaunas | fine prestito |          |
| C        | Mirza Begić      | Olimpija Lubiana   | definitivo    |          |
| A        | Siim-Sander Vene | LSU-Atletas Kaunas | fine prestito |          |
| C        | Povilas Čukinas  | Budivelnyk Kiev    | definitivo    |          |
| AC       | Travis Watson    | H. Gerusalemme     | definitivo    |          |

| Cessioni | Cessioni            | Cessioni       | Cessioni       | Cessioni |
| R.       | Nome                | a              | Modalità       |          |
| -------- | ------------------- | -------------- | -------------- | -------- |
| PG       | Vytenis Čižauskas   | Aisčiai Kaunas | prestito       |          |
| AP       | Jonas Mačiulis      | Olimpia Milano | fine contratto |          |
| C        | Eurelijus Žukauskas |                | ritirato       |          |
| AG       | Paulius Jankūnas    | Chimki         | fine contratto |          |

### Dopo l'inizio della stagione
| Acquisti | Acquisti         | Acquisti         | Acquisti     | Acquisti   |
| R.       | Nome             | da               | Data         | Modalità   |
| -------- | ---------------- | ---------------- | ------------ | ---------- |
| P        | Aleksandar Ćapin | Lokomotiv Kuban' | gennaio 2010 | definitivo |
| C        | Mario Delaš      | Spalato          | gennaio 2010 | definitivo |

| Cessioni | Cessioni              | Cessioni       | Cessioni        | Cessioni |
| R.       | Nome                  | a              | Data            | Modalità |
| -------- | --------------------- | -------------- | --------------- | -------- |
| G        | Žygimantas Janavičius | Aisčiai Kaunas | 25 gennaio 2010 | prestito |
| A        | Siim-Sander Vene      | Aisčiai Kaunas | febbraio 2010   | prestito |